# E931
E931 eller Europaväg 931 är en europaväg som går mellan Mazara del Vallo och Gela på Sicilien i Italien. Längd 190 km.

## Sträckning
Mazara del Vallo - Castelvetrano - Gela

## Standard
Vägen är landsväg hela sträckan, förutom en kort bit motorväg närmast Mazara del Vallo.

## Anslutningar till andra europavägar
- E90
- E45